# مقرن جيبي
المُقْرَنُ الجيبي أو مُقْرَنُ الجُيُوُب أو مَعْصَرَةُ هيرفيل (بالإنجليزية: Confluence of sinuses)‏ أو (باللاتينية: torcula herophili) في علم التشريح هو مقر لقاء الجيوب التالية:
- الجافية
- الوريدية
- العلوي العامودي
- المستعرض
- المستقيم
- القذالي

ويسمى أيضاً المجمع الجيبي الخلفي أو مجمع هيروفيل ويقع هذا المجمع الوريدي  أمام الحدبة القفوية الباطنة، يتألف من اجتماع الجيوب التالية: السهمي العلوي والسّهمي السفلي والمستقيم والقفويين.

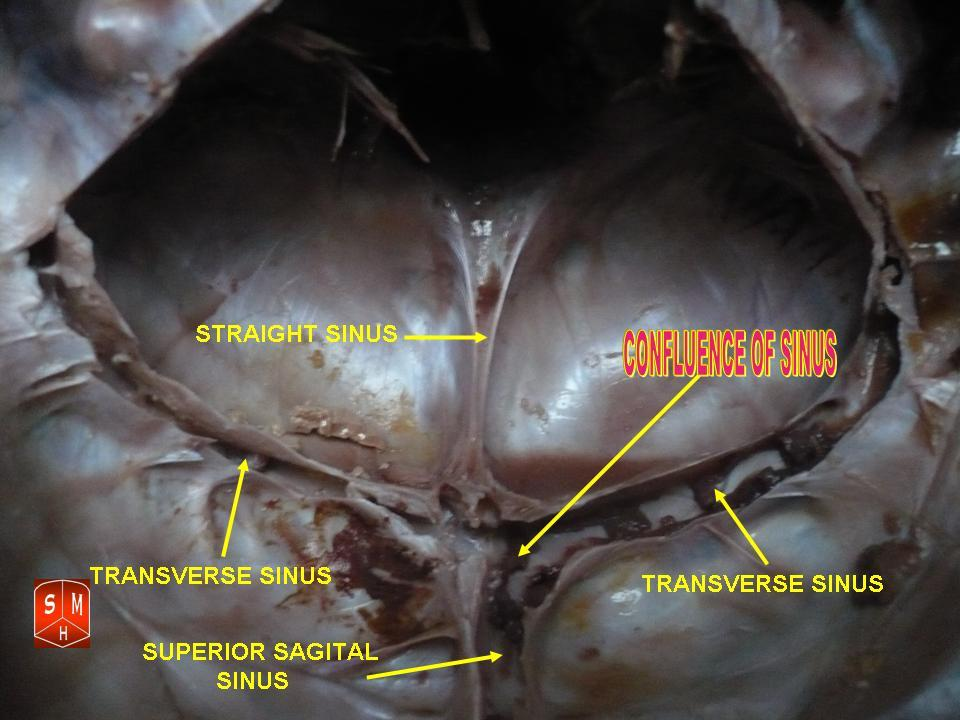
المُقْرَنُ الجيبي